# Lilophaea
Lilophaea es un género de insecto coleóptero de la familia Chrysomelidae.

## Especies
Las especies de este género son:
- Lilophaea auspicialis Bechyne, 1997
- Lilophaea cartayai Bechyne, 1997